# Fernbus-Terminal Wien
Das Fernbus-Terminal Wien ist ein in Bau befindlicher Busbahnhof des Fernbusverkehrs im 2. Wiener Gemeindebezirk Leopoldstadt. Es soll 2025 eröffnet und im Anschluss das Vienna International Busterminal sowie das Busterminal Vienna aufgelassen werden.

## Geschichte
Die Pläne für ein zentrales Busterminal wurden 2019 von Landesregierung und Stadtsenat Ludwig I präsentiert. Nach Rechtsstreitigkeiten stieg im Oktober 2023 der Investor DBR unter der Führung von Ariel Muzicant aus. Im Mai 2024 bestätigte das Büro von Finanz- und Wirtschaftsstadtrat Peter Hanke, dass die Stadt das Projekt in geänderter und reduzierter Form alleine realisieren werde. Ein ursprünglich geplanter Hotelturm und ein großer Supermarkt werde damit vorerst nicht realisiert.

## Architektur
Aufgrund des schmuddeligen und finsteren Images am Vienna International Busterminal, welches sich unter einer Autobahnbrücke befindet, wurde bei der Planung auf ein angenehmes Ambiente geachtet. Das neue Terminal wird mit Glasdächern und ausreichend Grünflächen versehen sein.

## Infrastruktur
Das Terminal wird neben der Anbindung an den Fernreiseverkehr über gastronomische Betriebe und Einkaufsmöglichkeiten, Ticket- und Servicebüros der Fernbusunternehmen sowie sanitäre Anlagen, Schließfächer und digitale Fahrgastinformationssysteme verfügen sowie barrierefrei ausgerichtet sein.

## Nutzer
Der Busbahnhof wird hauptsächlich durch zahlreiche Fernbusanbieter genutzt werden, darunter Flixbus oder Eurolines, die nationale und internationale Verbindungen anbieten.

## Umgebung
Der neue Terminal wird sich im Bereich des ehemaligen Ferry-Dusika Stadions sowie nahe dem Ernst-Happel-Stadion befinden.

## Anbindung an den Stadt- und Regionalverkehr
Es wird eine Anbindung an die Station Stadion der Linie U2 sowie – über diese – an die Wiener Schnellbahn und die Regionalzüge der ÖBB geben.